# Andrònic II de Trebisonda
Andrònic II Comnè,(c. 1240 – 1266) dit el Gran, fou el cinquè emperador de Trebisonda.
Malgrat ser el successor designat pel seu pare, Manuel I el Gran, Andrònic va tenir un breu regnat a causa de la seva mort prematura per motius dels quals no va quedar constància a les cròniques. El principal esdeveniment del seu regnat fou la pèrdua definitiva de la ciutat de Sinope, que fou conquerida pels turcs seljúcides, durant el govern de Muin al-Din Sulayman, conegut pel sobrenom de Pervâne, l'any 1265. Aquest fet va suposar una gran pèrdua per l'Imperi de Trebisonda i una important adquisició per als turcs, que a partir de llavors tindrien el millor port de la mar Negra i això els va permetre crear una flota per competir comercialment amb els trebisonds.
Andrònic era el fill gran de Manuel I i de la seva primera esposa, Anna Xilaloe. Segons el cronista Miquel Panàret, Andrònic va succeir al seu pare i va regnar durant tres anys; en canvi Constantí Loukites, en la llista que va fer dels emperadors anteriors a Aleix II Comnè de Trebisonda, no apareix cap Andrònic II. L'historiador N. Oikonomides creu que Loukites el va ometre no perquè no hagués existit sinó perquè devia ser exclòs d'entre els emperadors reconeguts oficialment.
Tot i la pèrdua de Sinope, Trebisonda va continuar sent un centre de comerç pròsper; d'això en van deixar testimoni dos mercaders de Marsella que hi van portar una carta de Carles I d'Anjou, comte de Provença, l'any 1263 o 1264.